# Smith & Wesson Модель 459
Smith and Wesson Модель 459 — оновлена версія Моделі 59 з регульованим прицілом та нейлоновими накладками на руків'я. Пістолет було розроблено для випробувань US XM9. Це був пістолет калібру 9 мм подвійної/одинарної дії зі зчепленим затвором з коротким ходом стволу.
Зброя не пройшла випробування, а тому його не розглядали. Тестування описано у книзі Future Weapons, а також у Firearms Radio XM9 Testing [Архівовано 29 січня 2017 у Wayback Machine.].
Візуально Модель 459 відрізнялася від Моделі 59 розташуванням штифта на правому боці рами. Перша версія мала округлу спускову скобу, пізніше спускова скоба стала квадратна. Всі пістолети були воронені.
Модель було знято з виробництва у 1988 році. Було випущено 803 одиниці зі спеціальним руків'ям за специфікацією ФБР.